# Zjalon
Zjalon (vitryska: Жалонь, ryska: Zhelon’, vitryska: Zhalon’) är ett vattendrag i Belarus. Det ligger i den sydöstra delen av landet, 300 km sydost om huvudstaden Minsk.
Omgivningarna runt Zjalon är en mosaik av jordbruksmark och naturlig växtlighet. Runt Zjalon är det glesbefolkat, med 10 invånare per kvadratkilometer.